# Acido stannico
L'acido stannico è un acido dello stagno, prodotto dal comportamento anfotero dell'ossido di stagno SnO2.
Lo stagno, in questo acido, ha stato di ossidazione +4, mentre nell'acido stannoso +2. Mentre l'acido stannoso ha un carattere anfotero, cioè si comporta da base in ambienti acidi e da acido in ambiente basico, l'acido stannico ha un carattere prettamente acido.
In soluzione, si dissocia nello ione stannato SnO32-, e a contatto con cationi metallici forma sali stannati.